# Koptisk konst

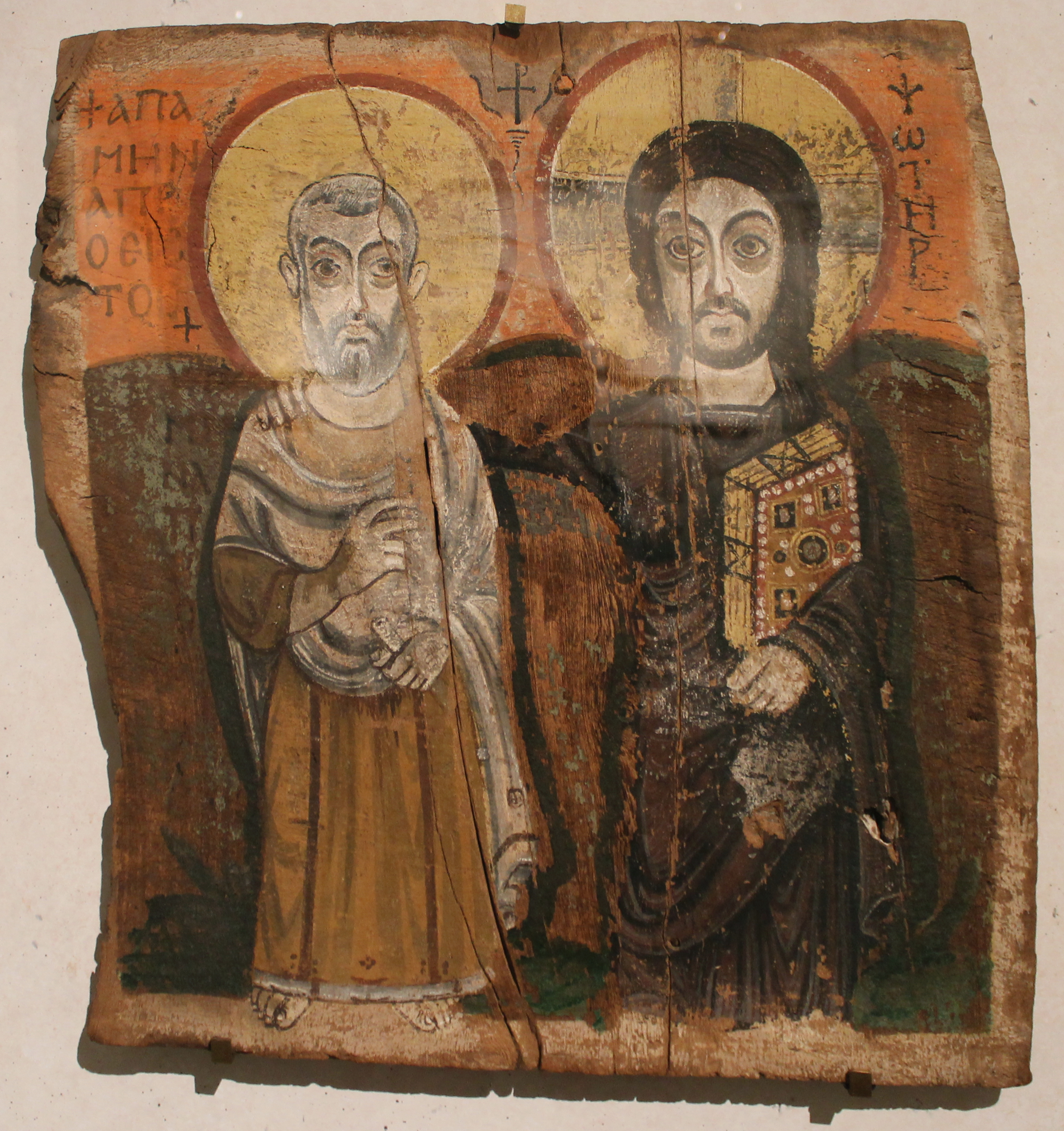
Kristus och den helige Menas.
Vax på träpannå, 600–700 e.Kr., Louvren.

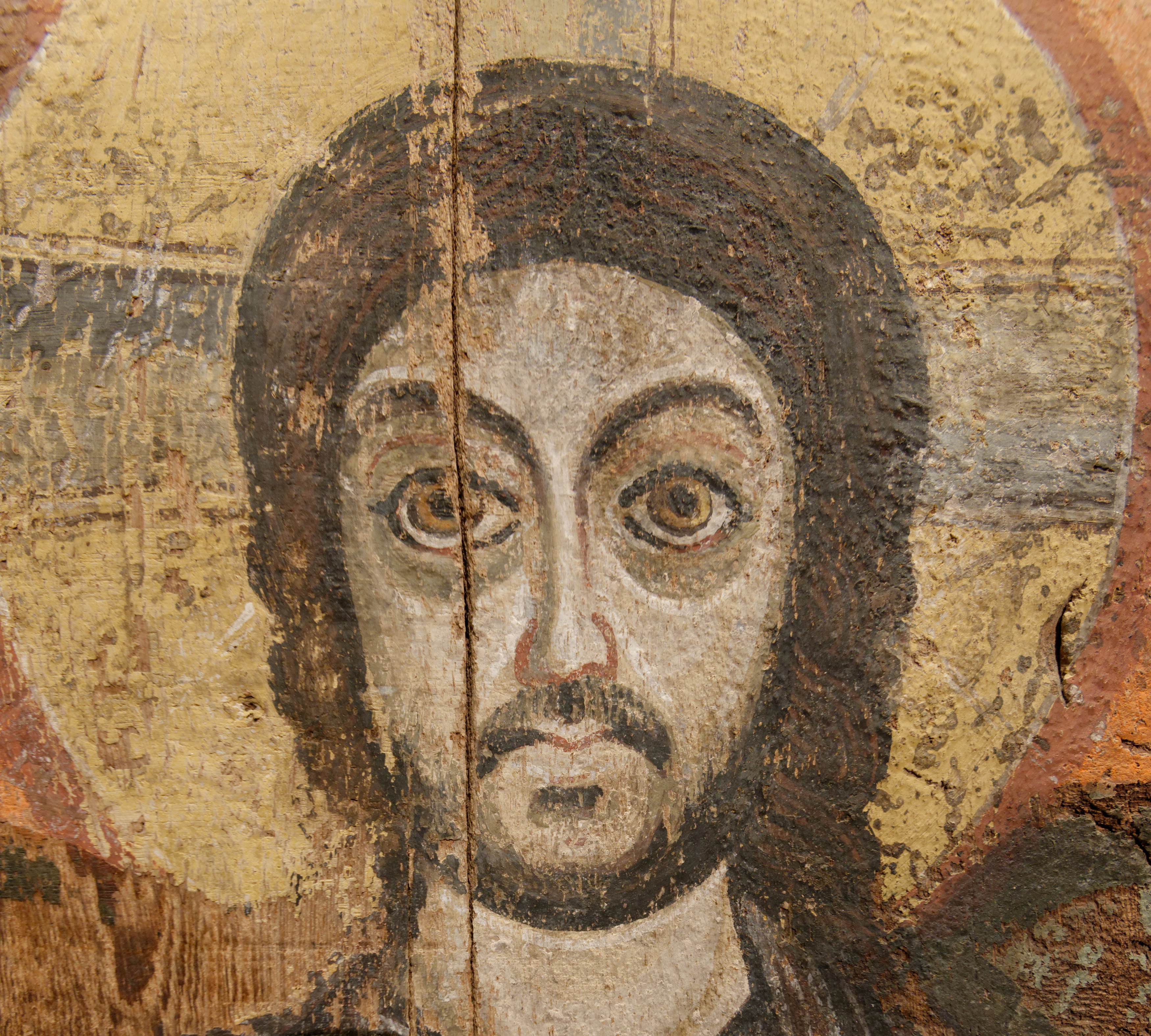
Detalj

Koptisk konst syftar på konst från en kristen folkgrupp i Egypten, kopterna, omvända omkring år 100.
I den koptiska konsten blandas senegyptisk, hellenistisk och bysantinsk stil. Gravskulpturen intar stela ställningar. I väggmåleriet har man använt matta färgytor för att framställa dekorativa djur- och växtformer och primitiva, mänskliga gestalter med stirrande ögonvitor och tunga ögonbryn. Ett stort antal textilier i samma stil finns bevarade.
Viktiga byggnader är de Röda och Vita klostren vid Sohag (cirka år 440) samt 1000- och 1100-talskyrkorna i Gamla Kairo. Tidiga treskeppiga byggnader av basilikatyp utvecklades till en karakteristisk koptisk cellformad anläggning med ett stort antal kapell.